# アスコリド (防護巡洋艦)
アスコリド、アスコルド（Аскольд）はロシア帝国海軍の防護巡洋艦。
ドイツのゲルマニア造船所で建造。1898年8月起工。1900年3月2日進水。1901年竣工。
常備排水量5905トン。全長437フィート（133.2m）、幅49フィート2と2分の1インチ（15.00m）、最大吃水20フィート4インチ（6.20m）、または全長437フィート（133.1m）、幅49フィート2インチ（14.97m）、吃水20フィート4インチ（6.19m）。直立三段膨張式往復動機関、シュルツ・ソーニクロフト缶9基、3軸で出力20420ihp、速力23.8ノット。装甲は甲板2/4インチ（51/102mm）、司令塔6インチ（152mm）。
兵装は45口径6インチ（152mm）砲12門、3インチ（75mm）砲12門、3ポンド（47mm）砲8門、1ポンド（37mm）砲2門、15インチ（381mm）魚雷発射管6門（2門は水中）。
平甲板型、5本煙突。6インチ砲は全部と後部に1門と両舷各5門で、前部の1門は短い上部構造上に、他は上甲板上にある。
1904年2月、日露戦争勃発。2月9日未明、戦艦「ペトロパヴロフスク」以下「アスコリド」も含むロシア艦艇が旅順港外に停泊していたところを日本の駆逐隊が襲撃し、戦艦「ツェサレーヴィチ」、「レトヴィザン」と巡洋艦1隻が被雷。次いで同日昼には日本海軍の第一戦隊（三笠、朝日、富士、八島、敷島、初瀬）、第二戦隊（出雲、吾妻、八雲、常盤、磐手）、第三戦隊（笠置、千歳、高砂、吉野）がロシア側と交戦した。この戦闘では「アスコリド」も損傷し、水線部に破孔が生じた。「アスコリド」の被弾数は6発で、人的被害は死者6名負傷者10名であった。
3月10日、日本の戦艦「三笠」、「富士」、「朝日」、「八島」、「敷島」、「初瀬」が旅順港内を砲撃し、「アスコリド」は艦首に軽微な損害を受けた。
戦艦「ペトロパヴロフスク」が触雷沈没することになった4月13日の出撃に「アスコリド」も参加している。
6月23日、戦艦「ツェサレーヴィチ」以下「アスコリド」も含むロシア艦隊は出港したが、日本艦隊と遭遇すると引き返した。
7月27日、戦艦「レトヴィザン」などとともに大河湾で日本軍陣地を砲撃。日本の巡洋艦「日進」、「春日」の砲撃を受けるとロシア側は旅順へ退却した。この時の戦闘で「アスコリド」は煙突が破壊された。
8月10日、黄海海戦に参加。その後「アスコリド」は日本側の包囲を突破し、上海へ向かった。「アスコリド」の人的被害は死者11名、負傷者48名であった。上海には「アスコリド」の他に駆逐艦「グロゾヴォーイ」も逃げ込んだ。2隻は上海に居続けて武装解除にも応ず、日本の艦艇も現れ険悪な情勢になったが、8月24日夜に北京駐在ロシア公使が両艦の武装解除を伝え、29日に武装解除が始まった。
第一次世界大戦のガリポリの戦いで、1915年4月25日に「アスコリド」はフランス戦艦「ジョーレギベリ」、海防戦艦「アンリ4世」、装甲巡洋艦「ジャンヌ・ダルク」とともにKum Kalehの兵に対する火力支援を行った。
1915年10月14日にブルアリアがセルビアに宣戦布告するとブルガリア沿岸の封鎖が行われ、「アスコルド」やフランス装甲巡洋艦「Kléber」、イギリス艦艇はDedeagachなどを砲撃した。
ロシア内戦への干渉戦争に際に「アスコリド」はイギリスに接収され、1918年8月に「グローリーIV（Glory IV）」として就役した。
1921年、解体。